# Cardiophorus damara
Cardiophorus damara là một loài bọ cánh cứng trong họ Elateridae. Loài này được Candeze miêu tả khoa học năm 1864.